# Hahntennjochstraße (1)
De Hahntennjochstraße, 1. Teil (L246) is een 13,93 kilometer lange Landesstraße (lokale weg) in het district Imst in de Oostenrijkse deelstaat Tirol. De weg begint bij de Mieminger Straße (B189) aan de rand van het Imst (827 m.ü.A.). Vandaar loopt de weg in noordelijke richting bergop en buigt bij het riviertje Salvesenbach af naar het westen. De weg loopt vervolgens door het Salvesental via de Maldonböden en de Maldonalpe (1714 m.ü.A.) naar Hahntennjoch (1894 m.ü.A.). Vandaar gaat de weg over in het tweede deel van de Hahntennjochstraße, de L72, die richting het Lechtal in het district Reutte loopt. Het beheer van de straat valt onder de Straßenmeisterei Imst.